# 윤지연 (기자)
윤지연(1978년 ~ )은 대한민국의 KBS의 보도본부 기자이다.

## 학력
- 연세대학교 아동학과 (1999학번)

## 경력
- 퀴즈 대한민국 27회 4대 퀴즈영웅 2003년 5월 18일	상금 2,500만원
- 2007년 : KBS 공채 33기 보도본부 기자
- 정치부·경제부·사회부 기자
- 2010년 : KBS 기자협회장 43대
- 2023년 : 얼룩소 대표

## 링크
- 윤지연 기자의 기사 모음